# The Meddlesome Darling
The Meddlesome Darling è un cortometraggio muto del 1915 diretto da Joseph W. Smiley. Prodotto dalla Lubin su un soggetto di Shannon Fife, il film aveva come interpreti Francis Joyner, Lilie Leslie, Marie Sterling, Kempton Greene, Rosetta Brice, William A. Cohill, Doris Baker. La partecipazione al film di William H. Turner e Joseph W. Smiley non è confermata.

## Produzione
Il film fu prodotto dalla Lubin Manufacturing Company.

## Distribuzione
Distribuito dalla General Film Company, il film - un cortometraggio in due bobine - uscì nelle sale statunitensi il 24 novembre 1915.